# Lac d'Aiguebelette
Lac d'Aiguebelette je přírodní jezero u vesnice Aiguebelette-le-Lac ve francouzském departementu Savojsko.
Jezero se nachází na jižním konci pohoří Jura asi 10 km východně od Chambéry a 100 km západně od Lyonu. S rozlohou 5,45 km² jde o sedmé největší přírodní jezero ve Francii. Maximální hloubka jezera je 71 metrů.
Jezero je soukromé, patří rodině de Rivérieulx de Chambost de Lépin a společnosti Électricité de France. Vlastníci svěřili správu jezera společenství vesnic kolem jezera – Communauté de communes du Lac d'Aiguebelette.
V jižní části jezera se nacházejí dva ostrovy, Le Petit Ile (Malý ostrov) a Le Grand Ile (Velký ostrov). Na větším ostrově je kaple.

## Poloha
Jezero se nachází v západní časti departmentu Savojsko. Na jeho březích leží pět vesnic – Nances na severu, Novalaise na severozápadě, Saint-Alban-de-Montbel na západě, Lépin-le-Lac na jihu a Aiguebelette-le-Lac na jihovýchodě.
Severovýchodně od jezera se zvedá hřeben Chaîne de l'Épine, součást pohoří Jura. Tvoří přirozenou bariéru mezi jezerem a městem Chambéry, centrem departementu.

## Hydrografie

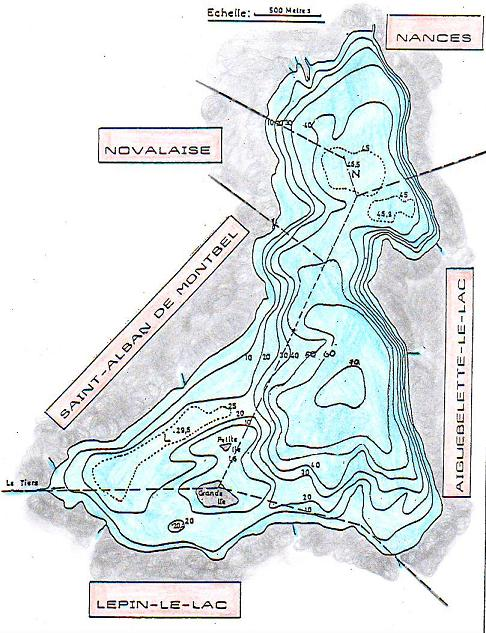
Batymetrická mapa jezera s okolím

Jezero má přibližně tvar rovnoramenného trojúhelníku, jehož základnu tvoří jižní strana jezera. Maximální délka je 3,75 km, maximální šířka 1,98 km, minimální šířka 550 m. Podle batymetrických měření se v jezeře nachází pět podvodních pánví, dvě podvodní vyvýšeniny a nad hladinu ční dva ostrovy. Maximální hloubka jezera 71,1 m je lokalizována blízko východního pobřeží. Západní část jezera je mělčí.
Odhadovaný objem vody v jezeře je 166 miliónů metrů krychlových.
Jezero kompletně zamrzlo naposledy v roce 1956.

## Ochrana
Jezero je chráněným územím od roku 1933. Od roku 2006 je součástí evropské sítě chráněných území Natura 2000.

## Fauna
Ryby
Bohatost rybích druhů v jezře je dána důsledkem přírodních poměrů, ale i aktivitou místních rybářů, kteří do jezera pravidelně vysazují plůdek. Z ryb se v jezeře vyskytují ouklej obecná, plotice obecná, perlín ostrobřichý, cejn velký, kapr, okoun, štika, mník jednovousý a z lososovitých ryb siven severní, pstruh a síh malý.
Ptáci
Lyska černá se hojně vyskytuje u břehů jezera, s výjimkou zimy. Na jezeře asi nejvíce upoutá potápka roháč, setkáme se zde také s kachnou divokou, labutí velkou, na březích jezera sídlí volavka popelavá či slípka zelenonohá.
Hmyz
Jezero je domovem množství vážek, včetně lesklice čárkované, která je endemitem jihovýchodní Evropy a ve Francii je chráněná zákonem.

## Turistika a sportovní aktivity
Turistika

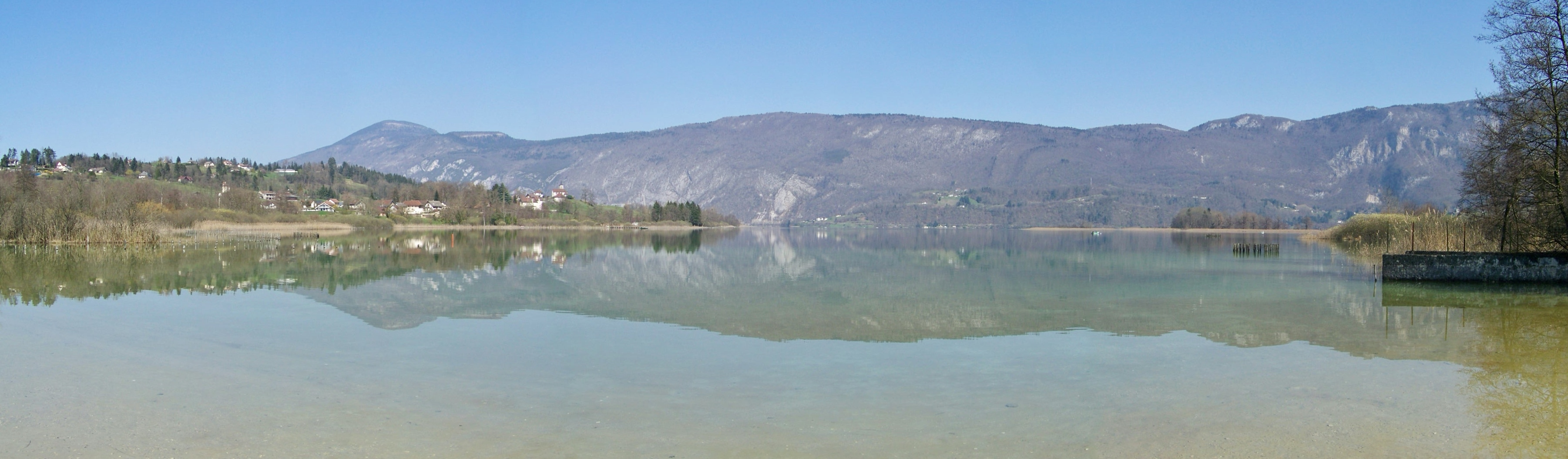
Panorama jezera, v pozadí hřeben Chaîne de l'Épine

Jezero je v létě vyhledávaným turistickým cílem. Pláže se nacházejí především na západní straně jezera, ale u plavců je populární i východní břeh s příkřejším svahem. Populární je jízda na šlapadlech, provoz motorových člunů a skútrú je zakázán od roku 1967. V okolí jezera se na chází několik kempů.
Ve vesnici Nantes na severním břehu jezera se nachází muzeum Maison du Lac d'Aiguebelett, kde je možné zhlédnout expozice a výstavy o jezeře.
Sport
Jezero se vyznačuje klidnou hladinou, je chráněno před větry. To jej činí nevhodným pro jachting. Základnu (vybodovanou v roce 1981) zde ovšem mají veslaři, trénují zde špičkové týmy. Již dvakrát se zde konalo Mistrovství světa ve veslování – v letech 1997 a 2015.
Hřeben Chaîne de l'Épine ležící severovýchodně od jezera je startovním místem paraglidistů, kteří plachtí dolů z hřebene směrem k jezeru.